# زرافه سنگالی
زرافه سنگالی (نام علمی: Giraffa camelopardalis senegalensis)، یا تنها زرافه سنگال، یک زیرگونه بحث‌برانگیز و منقرض‌شده از زرافه غرب آفریقا است که تا دهه ۱۹۷۰ بومی بخش‌هایی از سنگال و مناطق پیرامون آن بود.
زرافه سنگالی Giraffa camelopardalis senegalensis زمانی در دهه ۱۹۷۰ به دلیل شکار غیرقانونی، شکار جایزه بزرگ، نابودی زیستگاه، خشکسالی و شیوع آفت‌های طاعون گاوی منقرض شد. آخرین افراد زیرگونه به دلیل شکار بی‌رویه و فعالیت‌های غیرقانونی شکار از بین رفتند.